# Mulhuddart
Mulhuddart (irl. Mullach Eadrad) – dzielnica Dublina w Irlandii, położona w północno-zachodniej części miasta, w hrabstwie Fingal. Przez dzielnicę przepływa rzeka Tolka.